# Pont des Planches d'Acquigny
Pour l’article homonyme, voir Pont des Planches.
Le pont des Planches est un ouvrage d'art qui enjambe l'Iton sur la commune d'Acquigny, dans le département de l'Eure, en amont du village, au lieu-dit Les Planches.
L'édifice est inscrit au titre des monuments historiques par arrêté du 31 octobre 2007

## Localisation
Le pont des Planches, autrefois situé sur la route départementale 71, dite route d'Évreux sur la commune d'Acquigny, se trouve, depuis son rachat en 2004, sur la propriété dite château des Planches, et supporte l'accès principal au portail de ladite propriété.

## Historique
La première mention d'un pont aux Planches date de 1226, lors du don d'un setier de blé à l'église de la Haye-le-Comte, par le chevalier Thomas Néel, marié à Ada des Planches, propriétaire du moulin du pont, assis aux Planches. La toponymie laisse supposer une ancienne passerelle ou pont de bois à cet endroit dès la seconde moitié du XVIIe siècle. Il s'agit d'un acte de vente de terres «…par Jean le Painteur, escuyer, sieur des Planches en la paroisse de Sainte-Cécile-d'Aquigny, triège du pont des Planches…». Une citation de ce pont existe dans le descriptif de la deuxième route d'Alençon à Rouen par Évreux réalisé en 1812. 
C'est au milieu du XVIIIe siècle qu'est réalisé l'ouvrage existant. Une lettre de 1821 adressée au préfet de l'Eure, indique que …le pont est déjà très ancien et nécessite réparations.. Permettant de franchir l'Iton par la route royale de Rouen à Orléans, qui allait devenir impériale, puis nationale numérotée 154, le pont manque de largeur pour le croisement des véhicules. En 1860, un projet d'élargissement est retenu en lieu et place d'une destruction et reconstruction. En 1864, deux arches plus anciennes sont découvertes aux extrémités durant ces travaux. Le pont prend alors son aspect définitif, en 1865, par l'élargissement en briques d'un mètre vers l'amont, et la suppression des arrière-becs, et en 1866, par la réalisation de trottoirs en encorbellement sur consoles de fonte, et la pose de garde-corps. Il est ensuite modifié en 1950 ; certaines dalles de pierre sont remplacées par des coulées de béton.
En 1960, la construction d'un nouveau pont routier entraîne la vente du pont des Planches qui devient alors une propriété privée.

## Architecture
Représentatif des ponts à voûtes du XVIIIe, l'ouvrage se compose de six arches en plein cintre maçonnées en pierre de taille, séparées par des avant-becs. De nombreuses modifications, notamment un élargissement et la construction de trottoirs, différencient notoirement les deux façades ; celle d'amont possède encore ses avant-becs, les arrière-becs ont disparu sur celle d'aval. Les trottoirs en encorbellement sont présents de chaque côté de la voie. Ils reposent sur des consoles réalisées en fonte, tout comme les garde-corps.

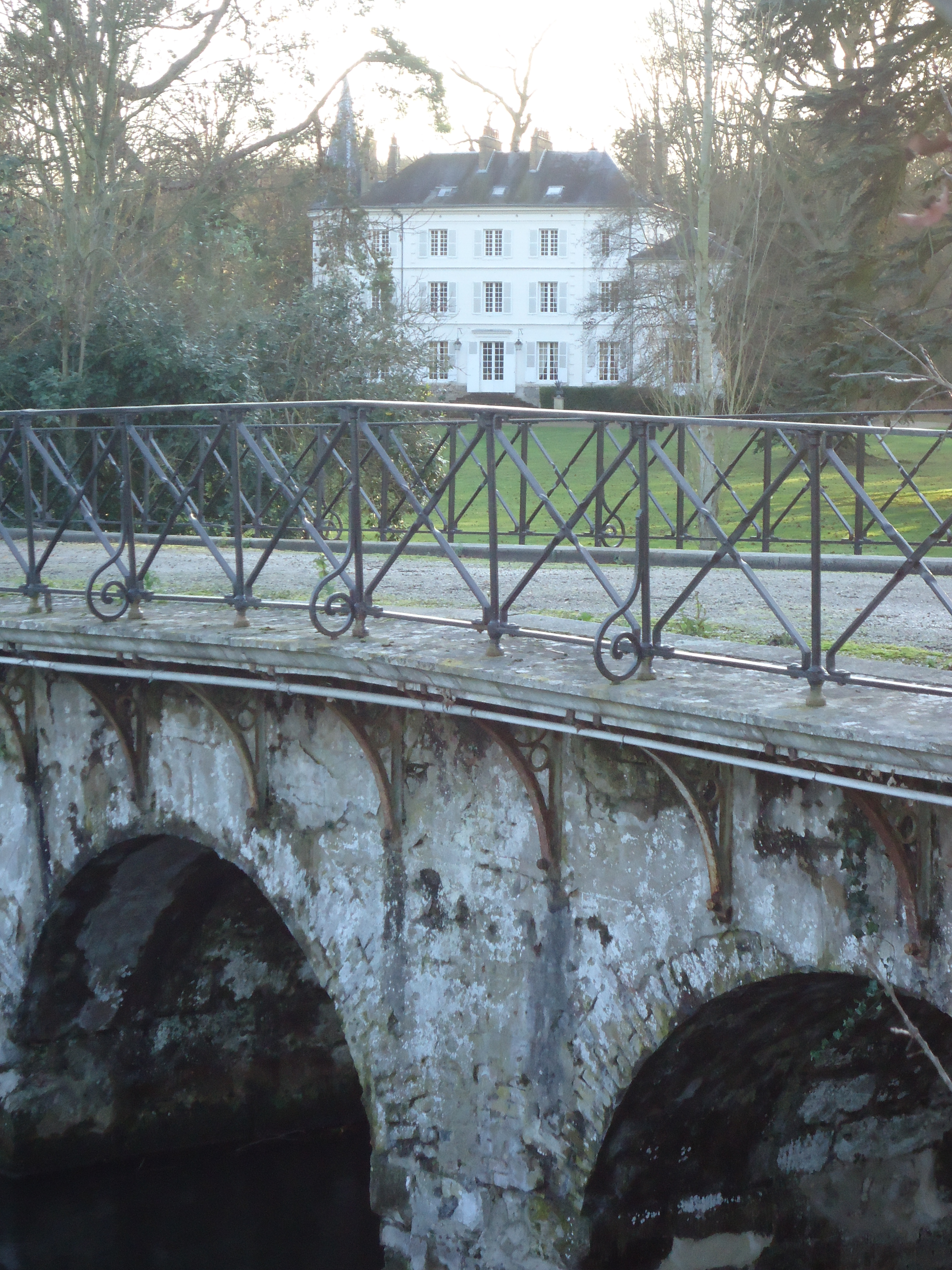
Le pont et le château des Planches.
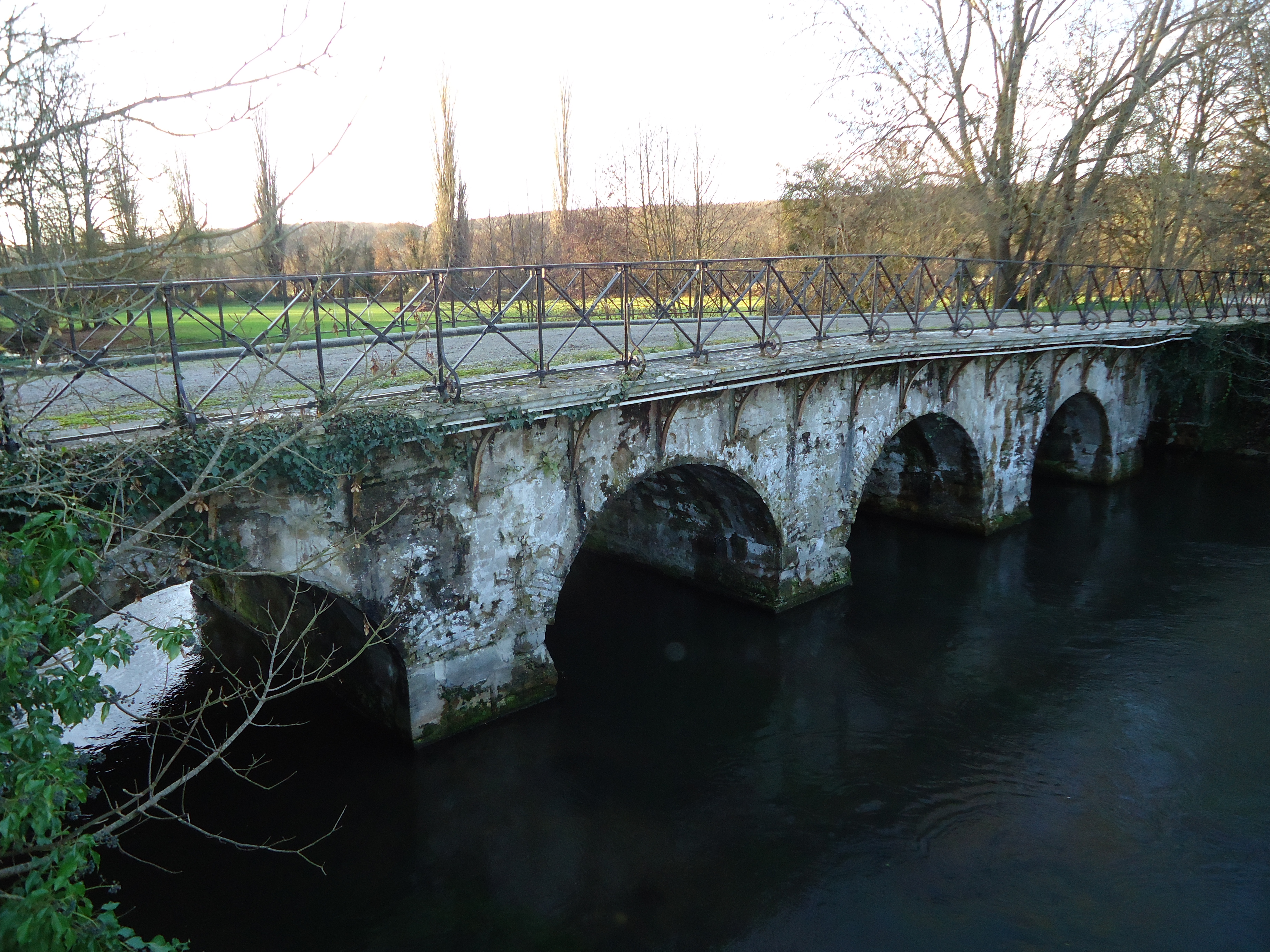
La vue aval, depuis la rive droite.
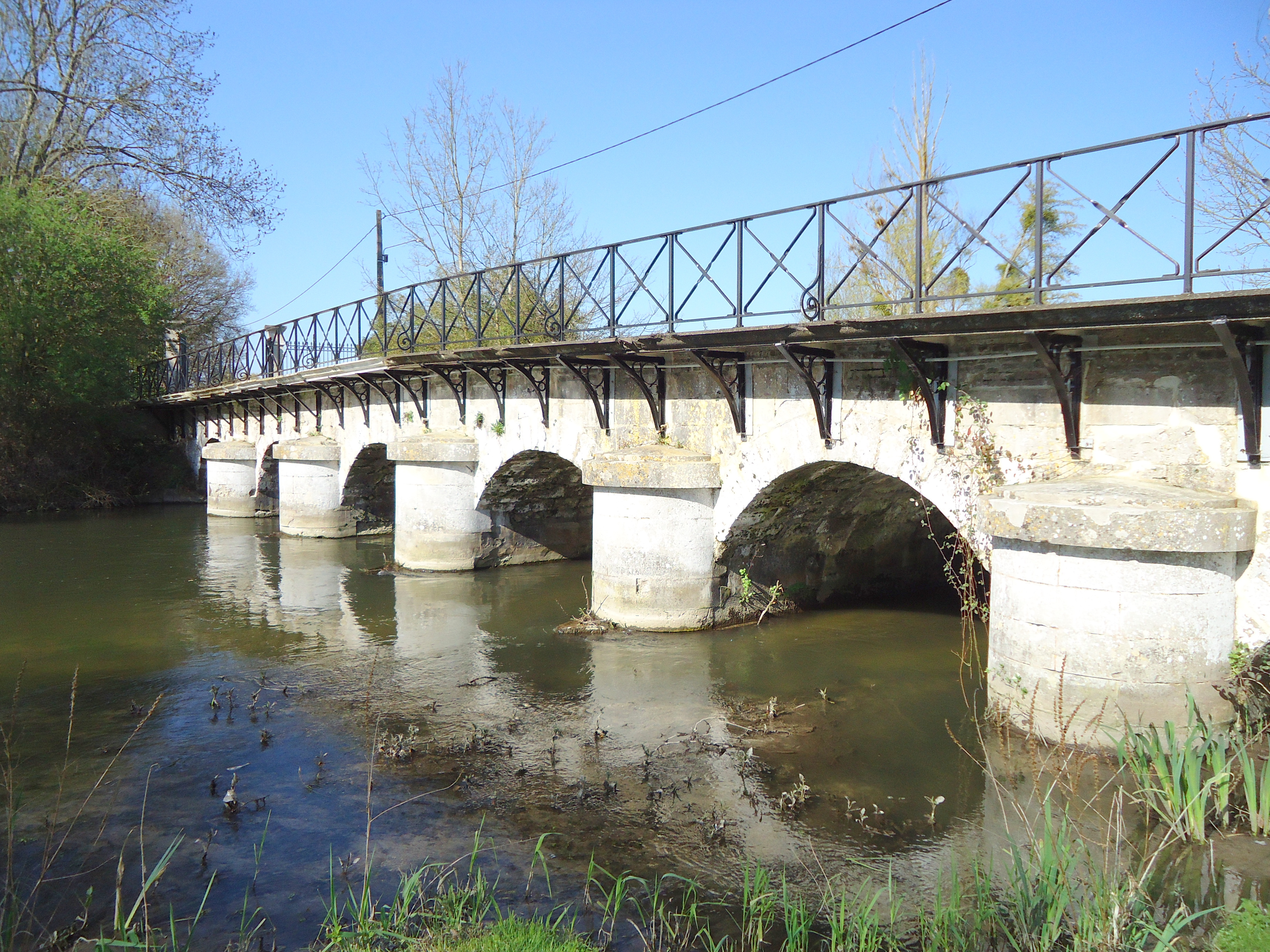
Les avant-becs, depuis la rive droite.